# Yante Maten
Yante Khaaliq Daiyann Maten (ur. 14 sierpnia 1996 w Pontiac) – amerykański koszykarz, występujący na pozycji silnego skrzydłowego.
W 2017 wystąpił w turnieju Adidas Nations Counselors. W 2014 został wybrany najlepszym zawodnikiem szkół średnich stanu Michigan (Michigan Gatorade Player of the Year).
7 kwietnia 2019 podpisał umowę do końca sezonu z Miami Heat.

## Osiągnięcia
Stan na 30 lipca 2019, na podstawie, o ile nie zaznaczono inaczej.
NCAA
- Uczestnik turnieju NCAA (2015)
- Zawodnik roku konferencji Southeastern (SEC – 2018 Associated Press)[5]
- MVP meczu gwiazd NCAA – Reese's College All-Star Game (2018)
- Zaliczony do: 
  - I składu:
    - SEC (2017, 2018)
    - turnieju Portsmouth Invitational (2018)

  - II składu SEC (2016)
  - składu All-American honorable mention (2018 Associated Press)
- Uczestnik meczu gwiazd NCAA (2018)
- Lider strzelców SEC (19,3 – 2018)

Indywidualne
- Zaliczony do:
  - I składu debiutantów G-League (2019)[6]
  - II składu G-League (2019)[6]